# 松戸自主夜間中学
松戸自主夜間中学(まつどじしゅやかんちゅうがく)は、千葉県松戸市で市民ボランティア、「松戸市に夜間中学をつくる市民の会」が主催する不登校や学びたい人、障害のある人のための無料の自主夜間中学である。1983年8月開校。正式名称は、「松戸自主夜間中学校」。設立時の代表は、毎日新聞で連載「教育の森」の取材スタッフでのち月刊『教育の森』の編集長だった藤田恭平(2019年3月12日逝去)で、彼は2012年まで代表を務める。榎本博次、高永子が事務局を務めている。榎本は、2018年から2019年までの文部科学省の夜間中学設置推進・充実協議会第一回から第四回に委員として参加した。

## 概略
すべての人に学びをというスローガンのもとに、1983年に「松戸市に夜間中学をつくる市民の会」を立ち上げ、1983年松戸市に公立夜間中学の開設の陳情書を提出、同時に自分たちでも自主夜間中学を立ち上げる。2015年、市民の会をNPO法人化。公立の夜間中学は、2019年9月、全国初の開校になる松戸市立第一中学校みらい分校として開校した。その後も、自主夜間中学の活動は継続している。自主夜間中学は、1970年代後半から全国的に誕生し始め、関東地区では、松戸自主夜間中学が最初で、ついで1985年に川口自主夜間中学が誕生している。

## 場所・日時
- 松戸市勤労会館２階で、週２回(火曜、金曜の18時から20時)
- ただし、2013年から金曜の午後に昼間部が始まる。また金曜は、帰りの会として、20時20分からの回がある。

## 受賞歴
- 1998年　読売教育賞を受賞
- 2002年　朝日のびのび賞を受賞

## 出版物
- 松戸市に夜間中学校をつくる市民の会編『松戸自主夜間中学校の20年』(山中恒、鎌田慧、石川一雄らからのコメント収録)勁草書房、2003年
- 松戸市に夜間中学校をつくる市民の会編『新たな出発の今　松戸自主夜間中学校の30年」桐書房、2015年